# Sahana Pradhan
Sahana Pradhan (Katmandu, 17 giugno 1927 – Katmandu, 22 settembre 2014) è stata una politica e diplomatica nepalese di etnia Newar.

## Biografia
Pradhan era sposata con il politico comunista Pushpa Lal Shrestha ed era una figura di spicco del suo Partito Comunista del Nepal. Quando Pushpa Lal morì nel 1978, Balaram Upadhyaya divenne leader del partito, successivamente Pradhan prese il suo posto nel 1986. Nel 1987 il partito si fuse con la fazione di Man Mohan Adhikari (Partito Comunista del Nepal), formando il Partito Comunista marxista del Nepal.
Quando il Partito Comunista del Nepal (marxista-leninista unificato) fu diviso nel 1998, Pradhan si schierò dalla parte della fazione separatista. Successivamente divenne presidente del Partito Comunista del Nepal (Marxista-Leninista). Tuttavia, nel 2002 il Partito Comunista del Nepal (Marxista-Leninista) si è nuovamente fuso con il Partito Comunista del Nepal (marxista-leninista unificato).
Alla settima conferenza del Partito Comunista del Nepal (marxista-leninista unificato) del 2003, Pradhan è stata rieletta al Comitato Centrale.
Ha ricoperto il ruolo di vice primo ministro del Nepal all'interno del governo di coalizione del primo ministro Girija Prasad Koirala dal 2007 al 2008. Carica che ha ricoperto fino al 16 aprile 2018 quando ha rassegnato le dimissioni da Ministro degli Affari Esteri del Nepal.
Pradhan è stata la seconda candidata del Partito Comunista del Nepal (marxista-leninista unificato) nella lista di rappresentanza proporzionale per l'elezione dell'Assemblea costituente dell'aprile 2008.
Morì per un'emorragia cerebrale il 22 settembre 2014 all'età di 86 anni presso l'ospedale Vayodha di Katmandu.